# Neuroterapia
La neuroterapia es un tratamiento médico que implementa la administración sistémica dirigida de un estímulo energético o agentes químicos a una zona neurológica específica del cuerpo para alterar la actividad neuronal y estimular la neuroplasticidad de manera que desarrolle (o equilibre) el sistema nervioso para tratar diferentes enfermedades, restaurar y/o mejorar la fuerza física, las funciones cognitivas y la salud general del paciente. 

## Definición
En la comunidad académica, hay un consenso que define la neuromodulación dentro de los límites de su significado contemporáneo, que es "la alteración de la actividad nerviosa mediante la entrega dirigida de un estímulo, como estimulación eléctrica o agentes químicos, a sitios neurológicos específicos del cuerpo" (véase Neuromodulación). Aunque la neuroterapia puede tener un significado más amplio, su definición moderna se enfoca exclusivamente en métodos tecnológicos que ejercen un impacto basado en energía para desarrollar un sistema nervioso equilibrado, con el fin de controlar síntomas y curar diversas condiciones. La definición de neuroterapia se apoya en conceptos científicos en evolución, provenientes de distintos campos del conocimiento, desde la física hasta la neurociencia. Aquí te explico los cuatro conceptos centrales que fundamentan el conocimiento de la neuroterapia:

### Estímulo energético
La energía, como la capacidad de hacer chambear algo, no se puede crear ni destruir; solo se transforma de un rollo a otro (la rola de la conservación de la energía). Hay diferentes ondas de energía. Formas de energía como la radiante que traen las radiaciones electromagnéticas, la eléctrica y la magnética, son bien interesantes pa' la neurотerapia. Los aparatos médicos de neuromodulación le aplican energía eléctrica, magnética y/o electromagnética pa' curar pedos mentales y físicos en los pacientes.

### La Plasticidad sináptica
La plasticidad sináptica, un tipo bien chido de neuroplasticidad, es la capacidad del sistema nervioso de modificar la intensidad de las relaciones entre neuronas (sinapsis), establecer conexiones nuevas y eliminar otras. Esta propiedad permite que el sistema nervioso modifique su estructura y funcionamiento de manera más o menos permanente, dependiendo de los eventos que lo influencian, como la experiencia o la neuromodulación.

### Neuroplasticidad
La plasticidad cerebral se refiere a la capacidad del cerebro de modificar su estructura y funcionalidad en función de la actividad de sus neuronas, relacionada por ejemplo con estímulos recibidos del medio externo, en reacción a lesiones traumáticas o cambios patológicos y en relación con el proceso de desarrollo del individuo o la neuromodulación.

### Sistema nervioso equilibrado
En un sistema nervioso balanceado con funciones cognitivas óptimas, el sistema nervioso simpático (SNS) y el sistema nervioso parasimpático (SNP) operan en perfecta sincronía, complementándose y contrarrestándose. La activación del SNS impulsa la actividad corporal y la atención: eleva la frecuencia cardíaca y la presión arterial. En contraste, la estimulación del SNP representa el estado de descanso y digestión: reduce la presión arterial y la frecuencia cardíaca. El sistema nervioso interactúa con el sistema inmunológico. A través de estas interacciones, los sistemas nervioso e inmune garantizan el mantenimiento de la homeostasis inmunológica.

## Usos médicos
Según la Sociedad Internacional de Neuromodulación, la terapia de neuromodulación "controla síntomas mediante estimulación nerviosa" en las siguientes categorías de condiciones:
- Dolor crónico
- Trastornos del movimiento
- Epilepsia
- Trastornos psiquiátricos
- Lesión cerebral / accidente cerebrovascular
- Trastornos cardiovasculares
- Trastornos gastrointestinales
- Trastornos genitourinarios y colorrectales
- Déficits sensoriales

## Tipos
La neurотerapia, como muchas terapias médicas, se basa en conocimientos de la medicina convencional, apoyándose en un enfoque científico y práctica basada en evidencia. Sin embargo, algunas técnicas de neuromodulación todavía se consideran medicina alternativa (procedimientos de salud "no integrados fácilmente en el modelo de atención médica dominante") debido a su novedad y falta de evidencia que las respalde. El amplio rango de técnicas de neurотerapia se puede dividir en tres grupos según la aplicación del estímulo energético.

### Energía eléctrica
- Implante auditivo de tronco encefálico
- Estimulación electroterapéutica craneal
- Estimulación cerebral profunda
- Estimulación cerebral eléctrica
- Electroanalgesia
- Terapia electroconvulsiva (TEC)
- Estimulación eléctrica funcional (EEF)
- Estimulación del nervio hipogloso[9]
- Neurofeedback
- Estimulador neuromuscular eléctrico de microcorriente
- Estimulación del nervio occipital (ENO)[10]
- Estimulación percutánea del nervio tibial (PTNS)
- Estimulación del nervio periférico[11]
- Estimulación del nervio sacro (SNS) / neuromodulación sacra (SNM)
- Estimulación transcraneal con corriente continua (tDCS)
- Estimulación transcraneal con corriente alterna (tACS)
- Estimulación transcraneal por corriente pulsada (tPCS)[12]
- Estimulación transcraneal con ruido aleatorio (tRNS)
- Estimulación nerviosa eléctrica transcutánea (TENS)
- Estimulación del nervio vago

### Energía magnética
- Terapia magnética
- Terapia de resonancia magnética
- Estimulación magnética transcraneal repetitiva (EMTr)[13]
- Estimulación magnética transcraneal

### Radiación electromagnética
- Neuroestimulación intelectual fotónica acústica (APIN)[14]
- Terapia de luz (fototerapia)
- Terapia con luz ultravioleta
- Terapia PUVA
- Terapia fotodinámica
- Terapia fototérmica
- Terapia de campo electromagnético pulsado
- Terapia citoluminiscente
- Terapia de irradiación sanguínea
- Terapia con láser
- Terapia con láser de baja intensidad
- Campos electromagnéticos pulsados transcraneales (tPEMF)[15]

## Mecanismos
Los orígenes detrás de la forma en que un estímulo energético externo altera la actividad neuronal y estimula la neuroplasticidad durante varias técnicas de neuroestimulación artificial todavía están en discusión. Es importante señalar que la energía eléctrica y magnética son dos formas de energía que están estrechamente interconectadas: una carga en movimiento induce campos eléctricos y magnéticos. La corriente eléctrica crea un campo magnético, y un campo magnético induce un movimiento de carga eléctrica. Las neuronas son células eléctricamente activas. Las oscilaciones neuronales desempeñan un papel dual en la sinapsis: son afectadas por las entradas de impulsos y, a su vez, impactan la temporalidad de las salidas de impulsos. Por estos motivos, tanto los campos eléctricos como los magnéticos pueden inducir corrientes eléctricas en los circuitos neuronales. En consecuencia, mecanismos similares de actividad neuronal alterada pueden subyacer a diferentes técnicas de neuromodulación que utilizan energía eléctrica, magnética o electromagnética en el tratamiento.
Existen diversas hipótesis que intentan explicar los mecanismos que contribuyen a la actividad sináptica durante la neuroestimulación. Según una posición influyente, los campos eléctricos y magnéticos pueden alterar la actividad de los canales de Ca2+ y Na+. Los canales de Ca2+ dependientes de voltaje son los conductos primarios para los iones Ca2+ que causan una confluencia de vesículas que contienen neurotransmisores con la membrana presináptica. La actividad alterada de los canales de Ca2+ y Na+ cambia el momento y la fuerza de la salida sináptica, lo que contribuye a la excitabilidad neuronal.
Otra hipótesis de perspectiva sostiene que los campos electromagnéticos aumentan la liberación de receptores de adenosina que facilitan la comunicación neuronal. Debido a que los receptores de adenosina A(2A) controlan la liberación de otros neurotransmisores (por ejemplo, glutamato y dopamina ), esto contribuye a ajustar las funciones neuronales.
Según la hipótesis de la neuroestimulación natural, los estímulos energéticos inducen estrés mitocondrial y vasodilatación microvascular . Estos promueven el aumento de la proteína trifosfato de adenosina (ATP) y la oxigenación, induciendo la fuerza sináptica. Esta posición explica la neuromodulación desde diferentes niveles de escala: desde la dinámica interpersonal hasta el acoplamiento neuronal no local. De acuerdo con la neuroestimulación natural, el mecanismo natural innato de interacciones físicas entre la madre y el embrión garantiza el desarrollo equilibrado del sistema nervioso embrionario. Los elementos conductores de estas interacciones, las propiedades electromagnéticas del corazón materno, permiten que las ondas cerebrales interactúen entre los sistemas nerviosos de la madre y el feto. Las oscilaciones electromagnéticas y acústicas del corazón materno convergen la actividad neuronal de ambos sistemas nerviosos en un conjunto, formando armonía a partir de una cacofonía de oscilaciones independientes. Estas interacciones sincronizan las oscilaciones cerebrales, influyendo en la neuroplasticidad del feto. Durante las acciones intencionales de la madre con su entorno, estos intercambios proporcionan señales al sistema nervioso del feto, vinculando la actividad sináptica con estímulos relevantes. Esta hipótesis postula que los procesos fisiológicos de inducción de estrés mitocondrial (que afecta la plasticidad neuronal) y vasodilatación, que aumentan de manera cooperativa el flujo sanguíneo microvascular y la oxigenación tisular, constituyen la base de la neuroestimulación natural. También se considera que es el fundamento de numerosas técnicas de neuromodulación artificial no invasiva. Debido a que las interacciones madre-feto permiten que el sistema nervioso del niño se desarrolle con una sensibilidad biológica adecuada, interacciones ambientales similares (mientras se escalan) pueden rehabilitar el sistema nervioso dañado en adultos.

## Historia
La neurotherapia, un tratamiento médico relativamente reciente en la biomedicina occidental convencional (que se basa en un enfoque científico y una práctica basada en evidencia ), tiene raíces en prácticas culturales milenarias de medicinas tradicionales india, egipcia y china que utilizaban elementos de neuromodulación. Antes de que se estudiaran científicamente los procesos básicos de la neuroterapia, los humanos utilizaban las propiedades eléctricas de los animales con fines terapéuticos. Los egipcios utilizaban el pez gato del Nilo (Synodontis batensoda y Malapterurus electricus ) para estimular eléctricamente los tejidos, según una interpretación de los frescos de la tumba del arquitecto Ti en Saqqara, Egipto . El primer uso documentado de estimulación eléctrica para aliviar el dolor se remonta al año 46 d. C., cuando Scribonius Largus, del antiguo Imperio Romano, utilizó las propiedades eléctricas del pez torpedo para aliviar los dolores de cabeza.
Los estudios científicos de neuromodulación comenzaron en 1745, cuando el médico alemán De Haen publicó "varios casos de afecciones espásticas, paralíticas y nerviosas curadas mediante electricidad".
El primer registro de implementación de aparato electrocutical en tratamiento médico hospitalario se realizó en el Hospital Middlesex de Londres en 1767. En 1870, los médicos alemanes Gustav Fritsch y Eduard Hitzig reportaron la modulación de la actividad cerebral en perros mediante estimulación eléctrica de la corteza motora.
En 1924, el psiquiatra alemán Hans Berger colocó electrodos en el cuero cabelludo y detectó pequeñas corrientes cerebrales.
A mediados del siglo XX, el estudio científico de la neuromodulación en humanos se expandió significativamente. El neurólogo Profesor Spiegel y el neurocirujano Profesor Weissys de la Universidad Temple presentaron un dispositivo estereotáxico para realizar "procedimientos de ablación"; se introdujo "estimulación eléctrica intraoperatoria" para probar la zona objetivo cerebral antes de la cirugía en 1947. En la década de 1950, el Profesor Heath reportó estimulación subcortical con descripciones precisas de cambios conductuales. En 1967, el Dr. Norm Shealy de la Western Reserve Medical School presentó “el primer estimulador de columna dorsal para el control del dolor”. Se desarrolló con base en la teoría de la compuerta de Wall y Melzack, que establecía que las transmisiones de dolor por fibras nerviosas pequeñas se bloquearían si se generaban transmisiones competitivas en fibras nerviosas sensoriales más grandes.
En 1987, el equipo de neurocirujanos/neurólogos Profesor Benabid, Profesor Pollak y colegas (Grenoble, Francia) publicaron resultados sobre estimulación cerebral profunda talámica.

En 2024, el profesor de bioingeniería letón Igor Val Danilov expandió nuestro conocimiento sobre tratamientos para trastornos neurológicos. Los avances en "neurotecnologías implantables" se asocian con el desarrollo de modelos basados en conocimientos sobre procesos naturales en biosistemas que monitorean y/o modulan la actividad neural. Una dirección prometedora evoluciona estudiando el modelo neurocognitivo madre-feto. Este modelo indica que un mecanismo natural innato garantiza el desarrollo nervioso embrionario equilibrado, y que la interacción madre-feto permite que el sistema nervioso del niño evolucione con una sentencia biológica adecuada.